# Targem Games
Targem Games es una compañía desarrolladora de videojuegos con sede en Yekaterimburgo, Rusia. Desde su fundación en 2002, el estudio ha creado varios videojuegos de diferentes géneros: desde rol y estrategia por turnos hasta juegos de carreras. La compañía ha recibido varios premios de la Conferencia Rusa de Desarrolladores de Juegos (KRI), incluyendo: "Mejor Debut", "Mejor Diseño de Juego" y "Proyecto más innovador".

## Historia
- 2002 - Fundación de la compañía. Se firma el primer contrato con Buka Entertainment para la creación de Battle Mages.
- 2003 - Battle Mages, el primer juego de la compañía basado en una mezcla original de RTS/RPG, se lanza en Rusia. Tiempo después, el juego es localizado en varios idiomas, incluido el chino.
- 2004 - Battle Mages es lanzado en EE. UU., Europa y China. La expansión Battle Mages: Sign of Darkness es lanzada en Rusia.
- 2005 - Hard Truck Apocalypse es lanzado en Rusia bajo el título Ex Machina. Al año siguiente, es distribuido en las tiendas de EE. UU.
- 2006 - Se lanza Hard Truck Apocalypse: Rise of Clans.
- 2007 - Ex Machina: Arcade and Day Watch son lanzados en Rusia.
- 2008 - La compañía obtiene la certificación de desarrolladora para Xbox 360 y PlayStation 3. The Swarm y GearGrinder son lanzados en Rusia.
- 2009 - Por primera vez, Targem Games se presenta en la convención europea Game Connection.
  - Lanzamiento mundial de GearGrinder.
  - Lanzamiento mundial de Clutch. Se trata del primer videojuego de la compañía que puede comprarse en Steam.
- 2010 - Publicado MorphX para Windows y Xbox 360.
- 2011 - Armaggedon Riders, el primer juego descargable de la compañía para PlayStation 3, es lanzado el 2 de junio  en PSN. Targem Games no solo lo desarrolla, sino que también lo autopublica.
  - En mayo, un videojuego de ajedrez titulado Battle vs. Chess es lanzado en Europa.
- 2012 - Targem Games lanza en noviembre su segundo juego descargable para PlayStation 3: Planets Under Attack. El juego es también lanzado vía Steam y XBLA con la ayuda de TopWare Interactive.
- 2013 - El simulador de baile Dance Magic es publicado.
- 2014 - Star Conflict, un MMO de simulación espacial es lanzado en septiembre. Se publica el juego de carreras Blazerush, uno de los 30 primeros juegos en el mundo para la plataforma Oculus Rift.[2]
- 2015 - El 20 de mayo, Gaijin Entertainment y Targem Games anuncian el desarrollo de Crossout, un MMO free-to-play basado en un futuro postapocalíptico.[3]
- 2016 - Crossout pasa a ser una beta cerrada en abril.[4]
- 2017 - La beta abierta de Crossout es lanzada en mayo para las plataformas: PlayStation 4, Xbox One y PC. Star Conflict Heroes, un juego para dispositivos móviles, se publica en iOS y Android.

## Títulos
| Nombre del videojuego                | Año de lanzamiento | Género                        |
| ------------------------------------ | ------------------ | ----------------------------- |
| Battle Mages                         | 2003               | RTS/RPG                       |
| Battle Mages: Sign of Darkness       | 2004               | RTS/RPG                       |
| Hard Truck Apocalypse                | 2005               | Combate en vehículos/RPG      |
| Hard Truck Apocalypse: Rise of Clans | 2006               | Combate en vehículos/RPG      |
| ExMachina: Arcade                    | 2007               | Combate en vehículos          |
| Day Watch                            | 2007               | TBS                           |
| Sledgehammer/GearGrinder             | 2008               | Carreras/Combate en vehículos |
| The Swarm                            | 2008               | TPS/Slasher                   |
| Clutch                               | 2009               | Carreras/Combate en vehículos |
| MorphX                               | 2010               | TPS/Slasher                   |
| Insane 2                             | 2011               | Carreras de todoterrenos      |
| Armageddon Riders                    | 2011               | Carreras/Combate en vehículos |
| Battle vs. Chess                     | 2011               | Ajedrez                       |
| Planets Under Attack                 | 2012               | RTS                           |
| Dance Magic                          | 2013               | Acción musical                |
| Star Conflict                        | 2014               | MMO simulación espacial       |
| Blazerush                            | 2014               | Carreras/Combate en vehículos |
| Crossout                             | 2015               | Carreras/Combate en vehículos |
| Star Conflict Heroes                 | 2017               | RPG Ciencia ficción           |